# Brian Savoy
Brian Savoy (Baradeiro, 13 gennaio 1992) è un cestista argentino naturalizzato svizzero.

## Palmarès
- Coppa di Lega Svizzera: 1

Neuchâtel: 2014